# Calle de la Villa
La calle de la Villa es una pequeña vía pública del barrio de Palacio de Madrid, entre el Pretil de los Consejos y la plaza de la Cruz Verde, entre la calle Mayor y la calle de Segovia. Su nombre es abreviación del original calle del Estudio de la Villa, con el que figura en el plano de Texeira de 1656, reducido luego a calle del Estudio en el de Antonio Espinosa de los Monteros.

## Historia
Peñasco y Cambronero mencionan «construcciones particulares desde 1777», si bien ya se encontraban en este lugar las cátedras de Humanidades dependientes del Concejo de Madrid, en la institución que pasaría a ser conocida como el Estudio de la Villa. El decano cronista Mesonero, en sus paseos por El antiguo Madrid (1861), lo sitúa con estas palabras: 

Detrás del pretil de los Consejos, por donde supusimos que cerraba el primer recinto de Madrid, se ofrecen al paso la estrecha callejuela del Estudio de la Villa, la plazuela de la Cruz Verde, y los derrumbaderos, mas bien que calles, de la Ventanilla y de Ramon, que desembocan en la calle de Segovia. En dicha callejuela del Estudio y con el número 2 nuevo de la manzana 189, existe aun la casa á que debe su nombre, que fué Estudio público de humanidades, pagado por la villa de Madrid, el mismo que regentaba, a mediados del siglo XVI, el maestro Juan Lopez de Hoyos, y á que asistió el inmortal Cervantes.

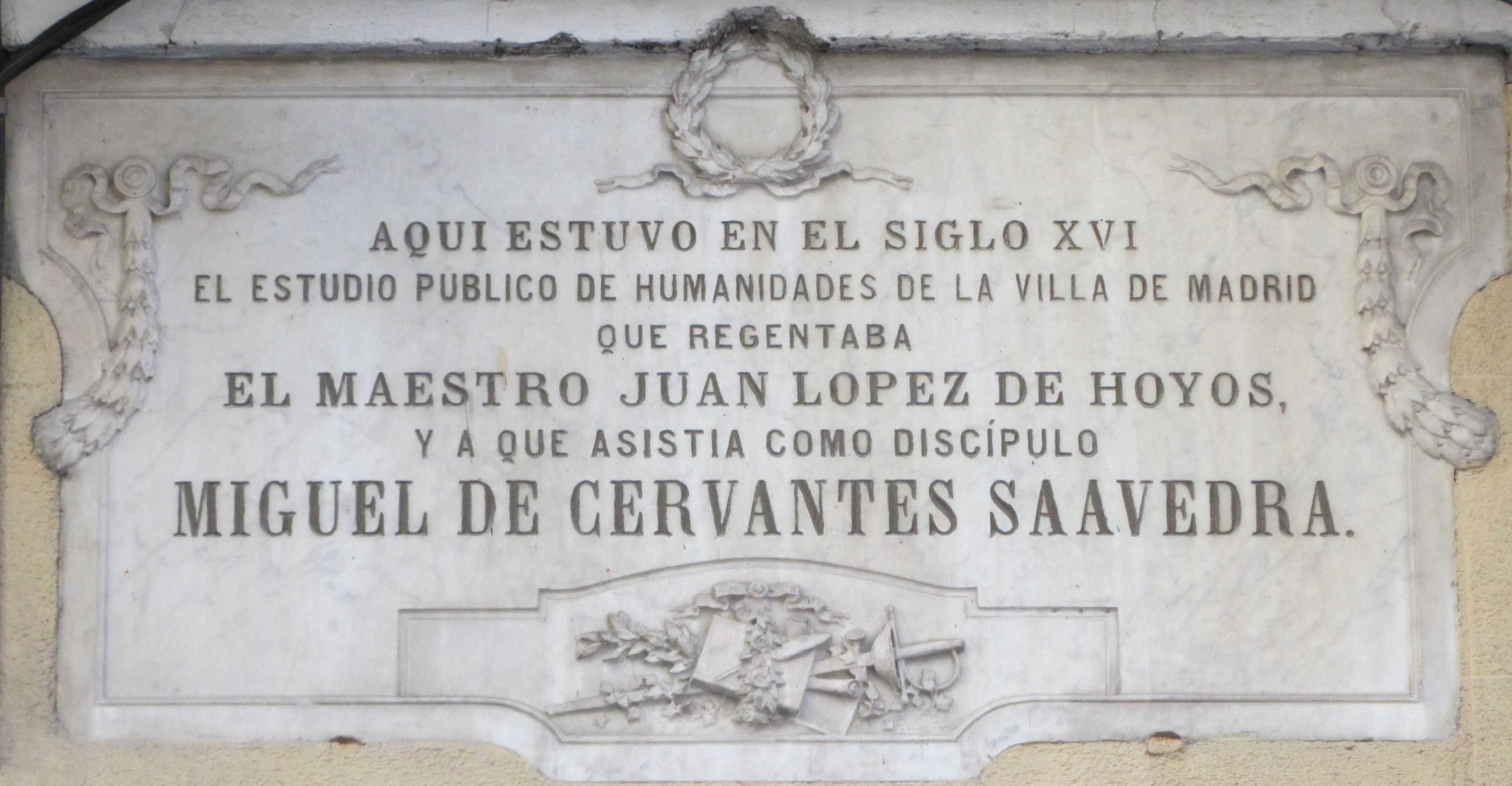
Lápida conmemorando la academia de humanidades, dirigida por Juan López de Hoyos, donde estudió Miguel de Cervantes en el siglo.

El edificio que albergó el Estudio, construido en el siglo xvi y, tras unos años de decadencia, desmantelado hacia 1619 con la creación del Estudio del Colegio Imperial, a cargo de los jesuitas, fue finalmente derruido. Así, en 1870, casi dos siglos después, y por iniciativa de Ramón de Mesonero Romanos, en el solar donde estuvo el Estudio, propiedad de los condes de la Vega del Pozo, se levantó un nuevo edificio en el que se colocaron dos lápidas, una dedicada a Cervantes y la otra a los Humanistas españoles, con textos redactados por el propio Mesonero.